# Zsulavszky László
Zsulavszky László (angolul: Ladislaus Zsulakovszky; Ladislas Louis Zulavsky) (1838 – 1884) Kossuth Lajos unokaöccse. Harcolt a krími háborúban (itt kitüntetést kapott), Giuseppe Garibaldi seregében és az amerikai polgárháborúban. Testvérei is katonák voltak: Zsulavszky Emil, Zsulavszky Kázmér, Zsulavszky Zsigmond.

## Életútja
Anyja Zsulavszkyné Kossuth Emilia, Kossuth Lajos harmadik nővére, apja egy könnyelmű lengyel, aki elhagyta családját. Zsulavszky László Giuseppe Garibaldi seregében teljesített katonai szolgálatot Emil nevű bátyjával együtt. Amerikában Zsulakovszkynénak mind a négy fia részt vett az amerikai polgárháborúban az északiak oldalán.
Zsulavszky László az amerikai polgárháborúban parancsnoka volt az 51. néger ezrednek, 606 színes katona tartozott hozzá. 1863-ban Daniel Ulmmann (1810-1892) dandártábornok parancsnoksága alatt megszervezte a 82. U. S. néger gyalogezredet, amelynek ezredese lett. Gordon Grander (1821-1876) dandártábornok hadosztályában Asbóth Sándor mellett szolgálva a District of West Florida (=nyugat-floridai kerület) első brigádjának parancsnoka volt, amelyhez a 25., a 82. és 86. néger gyalogezred tartozott. Főleg Port Hudson mellett (Louisiana) harcoltak ezek a néger gyalogezredek, (itt állt az a „Missisipi” nevű hadihajó is, amely több mint egy évtizeddel korábban Kossuth Lajosért és kíséretéért küldtek török földre.) Mindez már a polgárháború második felében volt, amikor az 1862-es év viszonylagos eredménytelensége kapcsán az unionisták elnöke, Abraham Lincoln felismerte, hogy néger hadseregek nélkül nem lehet megnyerni a háborút. A polgárháború második felében az unionista hadsereg mintegy tizede, 175 ezred mintegy 178 ezer szabad fekete és volt rabszolga katonájának is feltétlenül szerepe volt abban, hogy a háború második felében az északiak javára billent a mérleg nyelve.
Nagyon érdekfeszítő Vida István Kornél Zsulavszky Lászlóval kapcsolatos kutatása, mely szerint Zs. László a néger csapatok morális tartását igyekezett erősíteni, mintegy sulykolni néger katonáiba, hogy ők is éppen olyan bátor, erős katonák, mint bármelyik fehér katona. Ezen morális tanításai ellen egyes katonai felettesek emeltek kifogást, de Zs. Lászlót nem mozdították el helyéről, beosztásából, végigharcolta a háborút. Zsulavszky László is azon magyar származású katonai vezetők (Asbóth Sándor, Zsulavszky Emil, Zsulavszky Zsigmond, Csermelyi József, Toplányi Sándor, Kappner Ignác, Dobozy Péter Pál, Vöneki Lajos) sorába tartozott, akik harcoltak néger csapatokkal az unionisták mellett. Zsulavszky László őszinte meggyőződéssel vallotta, hogy a néger emberek semmiben nem különböznek a fehér emberektől, s bevonásuk a polgárháborúba nagy mértékben elősegíti az unionisták győzelmét. Mindezekben tökéletesen igaza volt, de ezzel a világnézetével jóval több mint egy évszázaddal járt előtte az átlagos amerikai állampolgárok meggyőződésének, nem lehetett ez számára konfliktusoktól mentes, mint ahogyan nem is volt az, a polgárháború nagy lélektani terheinek egyike nehezedett rá.
A polgárháború befejezése után New Yorkban telepedett le és egyik elnöke lett az 1865 október 14-én alakult Magyar Egyletnek. Majd elhagyta az országot, később visszatért. 1884-ben New Yorkban hunyt el, Brooklynban, édesanyja és Zsigmond nevű testvére mellé temették el. (A temető neve: The Green Wood Cemetery)

## Magánélete
Megházasodott 1866. november 7-én, amerikai nőt vett feleségül, egy gazdag New York-i kereskedő lányát. Felesége még 1880-ban is szüleinek házában élt.

## Emlékezete
Megörökítették nevét a washingtoni Afroamerikai Polgárháborús Emlékmű talapzatán.

## További Információk
- Halász Imre: Magyarok az amerikai szabadságharcban. Nyugat, 1914/12. sz.
- Vida István Kornél: Katonaföldrajz Észak-Amerikában
- Stephen Beszedits: Hungarion Companions of the First Class in the Military order of the United States, Vasváry Collection, Newsletter 2015/2; Zsulavszky László és mások fényképeivel.